# Peter Gordon (Komponist)

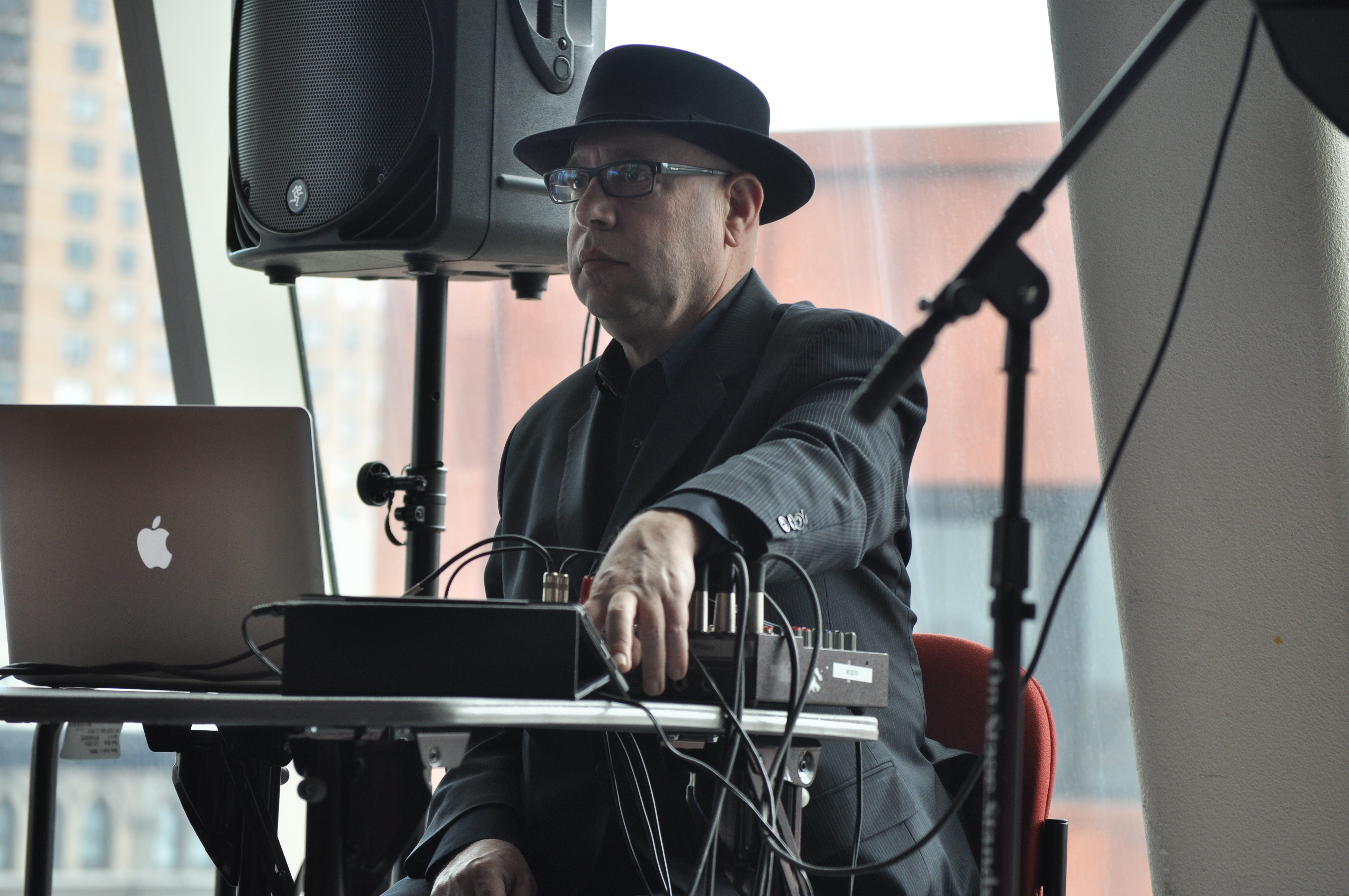
Peter Gordon (2012)

Peter Gordon (geb. 20. Juni 1951 in New York City) ist ein US-amerikanischer Komponist und Musiker (Saxophon, Keyboards).

## Leben und Werk
Gordon verbrachte seine Kindheit in Virginia. Mit sieben Jahren begann er Klavier zu spielen, mit neun Jahren Klarinette. Mit 12 Jahren zog Gordon mit seiner Familie nach München, wo sein Vater als Radio-Journalist für Voice of America arbeitete. Gordon nahm Unterricht bei Don Menza und Peter Jona Korn. Gordon studierte Komposition an der University of San Diego bei Kenneth Gaburo und Roger Reynolds. Am Mills College studierte er bei Robert Ashley und Terry Riley und erlangte den Master. Captain Beefheart und die Poesie von David Antin und Kathy Acker (die er 1976 heiratete) inspirierten ihn. 1975 zog Gorden nach New York City. Im November 1976 wurden in einer Konzertreihe in der University of Berkeley unter dem Motto Trust In Rock Werke von Blue Gene Tyranny und ihm durch ein Allstar-Ensemble vorgestellt (2019 auf einer Doppel-CD veröffentlicht). Er gründete 1977 das Love of Life Orchestra (LOLO).
Gordon arbeitete zusammen mit der Video-Künstlerin Kit Fitzgerald und mit Lawrence Weiner.
Gordon hat zahlreiche Filmmusiken komponiert, unter anderem für den Film Joe gegen den Vulkan. Er hat Aufnahmen mit Robert Ashley, David Van Tieghem, Arthur Russell, Laurie Anderson, Rhys Chatham, Suzanne Vega, The Flying Lizards und David Johansen gemacht.

## Auszeichnungen (Auswahl)
- National Endowment for the Arts
- New York State Council on the Arts
- 1985 Bessie Awards für Secret Pastures
- 1985 Obie Award für Falso Movimento's Otello
- 1988 Berliner Künstlerprogramm des DAAD
- 1991 Japan-US Creative Artists Fellowship
- 1993 Grand Prize für Videokunst beim International Electronic Cinema Festival in Montreux mit Kit Fitzgerald.[2]